# NGC 6246
NGC 6246 ist eine 13,5 mag helle Balkenspiralgalaxie vom Hubble-Typ SBb im Sternbild Drache.
Sie wurde am 28. Juni 1886 von Lewis A. Swift entdeckt.